# Ali Kaya
Ali Kaya, nato Stanley Kiprotich Mukche (Eldoret, 20 aprile 1994), è un mezzofondista turco di origine keniota.
Nato in Kenya, nel 2010 si trasferì in Turchia e adottò il nome turco Ali Kaya. In seguito alla sua naturalizzazione, dal 20 giugno 2013 gareggia con la maglia turca nelle competizioni internazionali di atletica leggera.

## Record nazionali

### Assoluti
- 3000 metri piani indoor: 7'38"42 ( Praga, 7 marzo 2015)

### Under 20
- 10000 metri piani: 28'31"16 ( Rieti, 18 luglio 2013)

## Progressione

### 3000 metri piani indoor
| Stagione | Tempo   | Luogo      | Data      | Rank. Mond. |
| -------- | ------- | ---------- | --------- | ----------- |
| 2015     | 7'38"42 | Praga      | 7-3-2015  | 11º         |
| 2014     | 7'43"61 | Düsseldorf | 31-1-2014 | 23º         |
| 2013     | 7'48"20 | Istanbul   | 23-2-2013 | 29º         |

## Palmarès
| Anno | Manifestazione   | Sede           | Evento         | Risultato | Prestazione | Note                                                           |
| ---- | ---------------- | -------------- | -------------- | --------- | ----------- | -------------------------------------------------------------- |
| 2013 | Europei di cross | Belgrado       | Corsa juniores | Oro       | 17'49"      |                                                                |
| 2013 | Europei juniores | Rieti          | 5000 m piani   | Oro       | 13'49"76    |                                                                |
| 2013 | Europei juniores | Rieti          | 10000 m piani  | Oro       | 28'31"16    | Record dei campionati · Miglior prestazione nazionale under 20 |
| 2014 | Mondiali indoor  | Sopot          | 3000 m piani   | Batteria  | 7'51"27     |                                                                |
| 2014 | Europei          | Zurigo         | 5000 m piani   | 9º        | 14'12"53    |                                                                |
| 2014 | Europei          | Zurigo         | 10000 m piani  | Bronzo    | 28'08"72    | Miglior prestazione personale                                  |
| 2014 | Europei di cross | Samokov        | Corsa juniores | Argento   | 32'19"      |                                                                |
| 2015 | Europei indoor   | Praga          | 3000 m piani   | Oro       | 7'38"42     | Record dei campionati · Record nazionale                       |
| 2015 | Europei under 23 | Tallinn        | 5000 m piani   | Oro       | 13'20"16    | Record dei campionati                                          |
| 2015 | Europei under 23 | Tallinn        | 10000 m piani  | Oro       | 27'53"38    | Record dei campionati                                          |
| 2015 | Mondiali         | Pechino        | 5000 m piani   | 9º        | 13'56"51    |                                                                |
| 2015 | Mondiali         | Pechino        | 10000 m piani  | 7º        | 27'43"69    |                                                                |
| 2016 | Europei          | Amsterdam      | 5000 m piani   | dns       | dns         |                                                                |
| 2016 | Europei          | Amsterdam      | 10000 m piani  | Argento   | 28'21"42    |                                                                |
| 2016 | Giochi olimpici  | Rio de Janeiro | 5000 m piani   | Batteria  | 14'05"34    |                                                                |
| 2016 | Giochi olimpici  | Rio de Janeiro | 10000 m piani  | dnf       | dnf         |                                                                |
| 2017 | Europei indoor   | Belgrado       | 3000 m piani   | 9º        | 8'08"92     |                                                                |

## Altre competizioni internazionali
2014
- 5º in Coppa continentale ( Marrakech), 5000 m piani - 13'42"45

2015
- 4º alla Adana Half Marathon ( Adana) - 1h01'21"

2016
- Oro alla Istanbul Half Marathon ( Istanbul) - 1h00'16"

2019
- 6º alla Istanbul Half Marathon ( Istanbul) - 1h00'58"